# Грб Мексика
Грб Мексика је званични хералдички симбол северноамеричке државе Сједињене Мексичке Државе или краће Мексика. Грб је вековима важан симбол политике и културе ове државе.

## Опис грба
Грб се састоји из златног орла који стоји на кактусу и у кљуну држи змију. Овај опис за Астеке има религиозно значење, док за Европљане представља победу добра над злом. Грб је окружен гранчицама храстове црнике са леве стране и ловора са десне које су везане траком зелене, беле и црвене боје, бојама мексичке заставе.

## Грбови Мексика кроз историју
|                                               |                                                                                         | Оригинални орао из Мендозиног кодекса .                             |                                                                     |
| Прва верзија грба                             |                                                                                         | Коришћен од 1821-1823 (Грб Првог Мексичког царства.                 |                                                                     |
| Дргуга верзија грба                           |                                                                                         | Коришћен 1823–1864 за време успостављања Мексичке Републике.        |                                                                     |
| Трећа верзија грба                            |                                                                                         | Коришћен 1864–1867 за време Дргог Мексичког царства Максимилиана I. |                                                                     |
| Друга верзија грба Поново усвојен (1867–1968) |                                                                                         | Поново коришћен 1867–1893 за време успостављања Мексичке Републике. |                                                                     |
| Друга верзија грба Поново усвојен (1867–1968) | Коришћен 1893–1916.                                                                     |                                                                     |                                                                     |
| Друга верзија грба Поново усвојен (1867–1968) | Коришћен 1916–1934, званично прихваћен од стране председника државе Вентузиана Каранзе. |                                                                     |                                                                     |
| Друга верзија грба Поново усвојен (1867–1968) | Коришћен 1934–1968, грб дизајнирао Хорхе Енсисо.                                        |                                                                     |                                                                     |
| Друга верзија грба Поново усвојен (1867–1968) | Четврта верзија грба                                                                    |                                                                     | Усвојен 16. септембра 1968. грб дизајнирао Франциско Епенс Хелгера. |